# Héródés Antipas

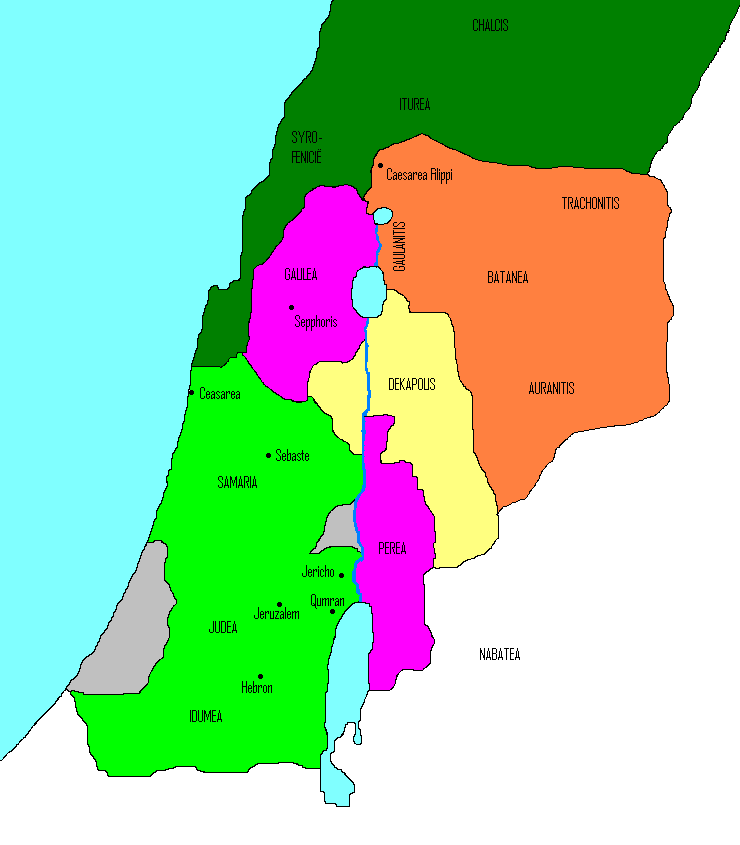
Rozdělení říše Héróda Velikého, růžově vláda Héróda Antipa

Héródés Antipas (před r. 20 př. n. l. – po r. 39 n. l.) byl syn Heroda Velikého. V Galileji a Pereji byl tetrarchou. Vládl v letech 4 př. n. l. – 39 n. l. Podle Nového zákona nechal popravit Jana Křtitele a podle Lukášova evangelia se setkal s Ježíšem Kristem před jeho smrtí.

## Život
Byl vychován v Římě. Založil město Tiberias jako své sídlo. Nakonec byl poslán do vyhnanství císařem Caligulou a tam také zemřel.

## V křesťanství
Podle evangelií nechal uvěznit Jana Křtitele, který mu vyčítal, že se oženil s Herodiadou. Její dcera Salome – evangelii nejmenována – jednou zatančila na Herodově hostině. Herodes byl z jejího půvabu tak unešený, že jí za jeden tanec slíbil cokoli, o co požádá. Salome si jako odměnu na nabádání matky přála hlavu Jana Křtitele. Herodes jej pak neochotně nechal stít a hlavu přinést na míse na hostinu.
Podle Lukášova evangelia se Ježíš Kristus setkal Héródem, když mu ho Pilát Pontský poslal, ať o něm rozhodne. Chtěl po něm, aby mu ukázal zázrak, ale když viděl, že pro něj nic neudělá, poslal ho zpět Pilátovi, ať si s ním dělá, co chce. Ten ho pod nátlakem lidu nakonec nechal ukřižovat.